# Rybník (stacja kolejowa)
Rybník – stacja kolejowa w miejscowości Rybník, w kraju południowoczeskim, w Czechach. Znajduje się na wysokości 675 m n.p.m..
Na stacji istnieje możliwości zakupu biletów i rezerwacji miejsc.

## Linie kolejowe
- 195 Rybník - Lipno nad Vltavou
- 196 České Budějovice - Summerau